# Ancestris
Ancestris er et open source slægtsforskningprogram, der er oversat til mange sprog, herunder dansk. Programmet kan anvendes både til pc, Mac og Linux.
Ancestris er et program, der downloades til ens egen pc, og alle slægtsdata opbevares lokalet dér.
Programmet overholder fuldt ud gedcom standarden, hvilket gør det muligt at udveksle data med andre slægtsforskere uden tab af data.
Programmet er opbygget med et dynamisk træ, flere forskellige indtastningsmetoder og en række visninger, der giver overblik over brugerens slægtsforskning. Ud over selve kerneprogrammet er der udviklet en lang række moduler/plugins, som brugeren kan vælge at benytte.
Programmet er over 25 år gammelt og udviklet af slægtsforskere i Frankrig. Programmet udvikles løbende efter brugernes ønsker.